# Książę-małżonek (Wielka Brytania)
Książę-małżonek (ang. Prince consort) – tytuł przysługujący małżonkowi panującej monarchini (ang. Queen regnant) w Wielkiej Brytanii. Przysługuje mu prawo do predykatu Jego Królewskiej Wysokości (ang. His Royal Highness, HRH).

## Lista książąt i królów małżonków

### Anglia
| # | Imię                              |  | Urodzony                  | Zmarł                          | Czas rządów | Rodzice                                              | Małżonka      |
| - | --------------------------------- |  | ------------------------- | ------------------------------ | ----------- | ---------------------------------------------------- | ------------- |
| 1 | Guildford Dudley                  |  | 1536                      | 12 lutego 1554 Tower of London | 1553        | John Dudley, 1. książę Northumberland Jane Guildford | Jane Grey     |
| 2 | Filip II Habsburg król Anglii     |  | 21 maja 1527 Valladolid   | 13 września 1598 Eskurial      | 1554–1558   | Karol V Habsburg Izabela Portugalska                 | Maria I Tudor |
| 3 | Jerzy Oldenburg książę Cumberland |  | 2 kwietnia 1653 Kopenhaga | 28 października 1708 Londyn    | 1702–1707   | Fryderyk III Oldenburg Zofia Amelia brunszwicka      | Anna Stuart   |

### Szkocja
| # | Imię                                           |  | Urodzony                       | Zmarł                       | Czas rządów | Rodzice                                            | Małżonka       |
| - | ---------------------------------------------- |  | ------------------------------ | --------------------------- | ----------- | -------------------------------------------------- | -------------- |
| 1 | Franciszek II Walezjusz król Francji i Szkocji |  | 19 stycznia 1544 Fontainebleau | 5 grudnia 1560 Orlean       | 1558–1560   | Henryk II Walezjusz Katarzyna Medycejska           | Maria I Stuart |
| 2 | Henryk Stuart lord Darnley, król Szkocji       |  | 7 grudnia 1545 Leeds           | 10 lutego 1567 Edynburg     | 1565–1567   | Mateusz Stewart, 4. hrabia Lennox Margaret Douglas | Maria I Stuart |
| 3 | James Hepburn 4. hrabia Bothwell               |  | ok. 1534                       | 14 kwietnia 1578 Dragsholm  | 1567        | Patrick Hepburn, 3. hrabia Bothwell Agnes Sinclair | Maria I Stuart |
| 4 | Jerzy Oldenburg książę Cumberland              |  | 2 kwietnia 1653 Kopenhaga      | 28 października 1708 Londyn | 1702–1707   | Fryderyk III Oldenburg Zofia Amelia brunszwicka    | Anna Stuart    |

### Wielka Brytania
| # | Imię                                                              |  | Urodzony                  | Zmarł                       | Czas rządów | Rodzice                                                       | Małżonka            |
| - | ----------------------------------------------------------------- |  | ------------------------- | --------------------------- | ----------- | ------------------------------------------------------------- | ------------------- |
| 1 | Jerzy Oldenburg książę Cumberland                                 |  | 2 kwietnia 1653 Kopenhaga | 28 października 1708 Londyn | 1707–1708   | Fryderyk III Oldenburg Zofia Amelia brunszwicka               | Anna Stuart         |
| 2 | Albert von Sachsen-Coburg-Gotha książę małżonek Wielkiej Brytanii |  | 26 sierpnia 1819 Coburg   | 14 grudnia 1861 Windsor     | 1840–1861   | Ernest I Sachsen-Coburg-Gotha Ludwika Sachsen-Gotha-Altenburg | Wiktoria Hanowerska |
| 3 | Filip Mountbatten książę Edynburga                                |  | 10 czerwca 1921 Korfu     | 9 kwietnia 2021 Windsor     | 1952–2021   | Andrzej Grecki Alicja Battenberg                              | Elżbieta II         |